# Обервальтерсдорф
Обервальтерсдорф (нем. Oberwaltersdorf) — ярмарочная коммуна (нем. Marktgemeinde) в Австрии, в федеральной земле Нижняя Австрия. В Обервальтерсдорфе расположена штаб-квартира Австрийского олимпийского комитета.
Входит в состав округа Баден.  Население составляет 3644 человека (на 31 декабря 2005 года). Занимает площадь 13,6 км². Официальный код  —  3 06 23.

## Политическая ситуация
Бургомистр коммуны — Хелене Ауэр (СДПА) по результатам выборов 2005 года.
Совет представителей коммуны (нем. Gemeinderat) состоит из 23 мест.
- СДПА занимает 13 мест.
- АНП занимает 6 мест.
- Партия IAO занимает 4 места.